# Литвиненко Роман Олександрович
Рома́н Олекса́ндрович Литвине́нко (* 29 вересня 1964, Донецьк) — український фахівець у галузі первісної археології та праісторії, доктор історичних наук, професор.

## Життєпис
Походить з корінної східноукраїнської родини, витоки якої по батьківській та материнській гілках документовано фіксуються щонайменше від початку XVIII ст. і пов'язані з українським населенням тогочасних Донецького повіту Катеринославського намісництва (згодом Бахмутського повіту Новоросійської губернії, потім Слов'яносербського повіту Катеринославської губернії), а також Міуського (згодом Таганрізького) округу Області Війська Донського, тобто теренів сучасної Луганщини й Донеччини.
1981 року закінчив із Золотою медаллю середню школу № 142 м. Донецька.
1986 року закінчив з відзнакою історичний факультет Донецького державного університету, де залишився працювати — інженером, згодом старшим інженером і молодшим науковим співробітником новобудовної експедиції кафедри археології, історії стародавнього світу й середніх віків.
Від 1992 року працював асистентом, а потім старшим викладачем кафедри археології, історії стародавнього світу й середніх віків.
1995 року у спецраді Інституту археології НАН України захистив кандидатську дисертацію на тему «Зрубна культура басейну Сіверського Дінця (за матеріалами поховальних пам'яток)» (науковий керівник В. В. Отрощенко).
1998 року присвоєне вчене звання доцента по кафедрі археології, історії стародавнього світу й середніх віків.
2009 року у спецраді Інституту археології НАН України захистив докторську дисертацію «Культурне коло Бабине (за матеріалами поховальних пам'яток)» (науковий консультант В. В. Отрощенко).
Від 2010 року — професор кафедри всесвітньої історії. 2012 року — присвоєне вчене звання професора по цій кафедрі.
Від 2014 до 2024 року — завідувач кафедри всесвітньої історії, від 2019 року — кафедри всесвітньої історії та археології Донецького національного університету імені Василя Стуса. Від 2024 року — професор кафедри історії та археології. 
Науковими інтересами є:
- бронзова доба Євразії,
- курганні культури доби палеометалу Східної Європи й суміжних теренів,
- проблеми хронології та міжкультурних зв'язків,
- культуроґенез в археології,
- міграції та військова активність за археологічними даними,
- найдавніший колісний транспорт,
- ґендерні дослідження в археології,
- історичне краєзнавство (Східна Україна в XVII—XIX ст.).

У науковому доробку має понад 230 наукових праць.
Є головним редактором і упорядником фахового наукового щорічника «Донецький археологічний збірник».
Є членом Спецради по захисту докторських дисертацій при Інституті археології НАН України.

## Джерело
- Литвиненко

| українська персоналія | Це незавершена стаття про особу, що має стосунок до України. Ви можете допомогти проєкту, виправивши або дописавши її. |